# Cuyuni
Cuyuni – rzeka w Wenezueli oraz Gujanie o długości 483 km i powierzchni dorzecza 80 000 km².
Źródła rzeki znajdują się w górach Pakaraima na Wyżynie Gujańskiej, a uchodzi ona do rzeki Mazaruni.
W całym biegu rzeka Cuyuni tworzy wiele progów oraz wodospadów. Z osadów naniesionych przez tę rzekę wydobywa się złoto, a także diamenty.